# Tableau des médailles des Jeux olympiques de la jeunesse d'hiver de 2020
Le tableau des médailles des Jeux olympiques de la jeunesse d'hiver de 2020 est le classement des comités nationaux olympiques (CNO) par le nombre de médailles d'or remportés par leurs athlètes durant les Jeux olympiques de la jeunesse d'hiver de 2020, qui ont lieu à Lausanne en Suisse, du 9 au 22 janvier 2020. Environ 1 872 athlètes de quatre-vingt nations participent à quatre-vingt-une épreuves dans seize sports.

## Tableau de médailles
Le tableau du classement des médailles par pays se fonde sur les informations fournies par le Comité international olympique (CIO) et est en concordance avec la convention du CIO relative aux classements des médailles. Par défaut, c’est le classement suivant le nombre de médailles d'or remportées par pays (à savoir une entité nationale représentée par un Comité national olympique) qui prévaut. À nombre égal de médailles d'or, c'est le nombre de médailles d'argent qui est pris en considération. À nombre égal de médailles d'argent, c'est le nombre de médailles de bronze qui départage deux nations. En cas d’égalité toutes médailles confondues, les nations occupent le même rang dans le classement et sont listées par ordre alphabétique.
Le tableau ne fait pas mention des équipes mixtes (sportifs de plusieurs nationalités) qui sont spécifiques à certaines épreuves : Curling (double mixte), Patinage artistique (trophée par équipe), Hockey-sur-glace (tournoi 3x3 garçons, tournoi 3x3 filles), Short-track (relais mixte), Patinage de vitesse (relais sprint)
Dans l'épreuve combiné des garçons en ski alpin, deux médailles d'or ont été décernées pour une égalité pour la première place. Aucune médaille d'argent n'a été décernée pour l'événement.
Dans le monobob des garçons en bobsleigh, deux médailles d'or ont également été décernées pour une égalité pour la première place, et aucune médaille d'argent n'a été décernée. 
- Pays organisateur (Suisse)

Classement final
| Rang  | Nation             | Or | Argent | Bronze | Total |
| ----- | ------------------ | -- | ------ | ------ | ----- |
| 1     | Russie             | 10 | 11     | 8      | 29    |
| 2     | Suisse             | 10 | 6      | 8      | 24    |
| 3     | Japon              | 9  | 7      | 1      | 17    |
| 4     | Suède              | 6  | 4      | 7      | 17    |
| 5     | Autriche           | 6  | 2      | 5      | 13    |
| 6     | Allemagne          | 5  | 7      | 6      | 18    |
| 7     | Corée du Sud       | 5  | 3      | 0      | 8     |
| 8     | Norvège            | 4  | 2      | 3      | 9     |
| 9     | Chine              | 3  | 3      | 4      | 10    |
| 10    | France             | 2  | 5      | 5      | 12    |
| 11    | États-Unis         | 2  | 3      | 6      | 11    |
| 12    | Italie             | 2  | 3      | 3      | 8     |
| 13    | Pays-Bas           | 2  | 2      | 1      | 5     |
| 14    | Roumanie           | 2  | 0      | 0      | 2     |
| 15    | Canada             | 1  | 2      | 5      | 8     |
| 16    | Lettonie           | 1  | 2      | 2      | 5     |
| 17    | République tchèque | 1  | 2      | 1      | 4     |
| 18    | Finlande           | 1  | 2      | 0      | 3     |
| 19    | Espagne            | 1  | 1      | 3      | 5     |
| 20    | Australie          | 1  | 0      | 0      | 1     |
| 20    | Belgique           | 1  | 0      | 0      | 1     |
| 20    | Estonie            | 1  | 0      | 0      | 1     |
| 20    | Pologne            | 1  | 0      | 0      | 1     |
| 24    | Slovénie           | 0  | 2      | 0      | 2     |
| 25    | Israël             | 0  | 1      | 1      | 2     |
| 25    | Slovaquie          | 0  | 1      | 1      | 2     |
| 27    | Colombie           | 0  | 1      | 0      | 1     |
| 27    | Grande-Bretagne    | 0  | 1      | 0      | 1     |
| 29    | Biélorussie        | 0  | 0      | 1      | 1     |
| 29    | Géorgie            | 0  | 0      | 1      | 1     |
| 29    | Liechtenstein      | 0  | 0      | 1      | 1     |
| 29    | Nouvelle-Zélande   | 0  | 0      | 1      | 1     |
| 29    | Ukraine            | 0  | 0      | 1      | 1     |
| Total | Total              | 83 | 79     | 81     | 243   |